# Сант’Анђело деј Ломбарди
Сант'Анђело деј Ломбарди (итал. Sant'Angelo dei Lombardi) је насеље у Италији у округу Авелино, региону Кампанија.
Према процени из 2011. у насељу је живело 2104 становника. Насеље се налази на надморској висини од 836 м.

## Становништво
Према резултатима пописа становништва 2011. у општини је живело 4.304 становника.
| 1931. | 1936. | 1951. | 1961. | 1971. | 1981. | 1991. | 2001. | 2011. |
| ----- | ----- | ----- | ----- | ----- | ----- | ----- | ----- | ----- |
| 6.660 | 7.268 | 7.672 | 6.461 | 5.266 | 5.170 | 4.795 | 4.244 | 4.304 |